# 張俅
張俅（1475年—？年），字仲敬，江西饶州府餘干縣人，民籍。

## 生平
治《礼记》，行二十九，由國子生中式甲子科（1504年）江西鄉試第二十三名舉人，年三十四歲中式正德三年（1508年）戊辰科會試第一百三十五名，第三甲第一百六名進士。四年五月授南京河南道試御史，后官至知府。

## 家族
曾祖张逸安。祖父张时昊，贈梧州知府。父张吉，贵州右布政使。母高氏，贈恭人；继母王氏，封恭人。具庆下，兄溥、僎（贡士）、弟侊、伉。